# Казачья национальная гвардия Всевеликого войска Донского
Казачья национальная гвардия Всевеликого войска Донского (КНГ ВВД) — вооружённое формирование, созданное в апреле — мае 2014 года в ходе войны на востоке Украины из членов казачьих организаций Международным союзом общественных объединений «Всевеликое войско Донское» во главе с атаманом Козицыным. Приказ о создании КНГ ВВД был подписан Н. И. Козицыным 9 апреля.
Казачья национальная гвардия была укомплектована нереестровыми казаками, российскими добровольцами и местным населением, и участвовала в войне на Донбассе на стороне ЛНР. В то же время, в конце 2014 — начале 2015 годов руководство КНГ вступило в конфликт с правительством ЛНР под руководством Игоря Плотницкого.
Из-за войны в Донбассе и вторжения России на Украину вооружённое формирование находится под санкциями стран Евросоюза, Великобритании, Канады и других стран.

## Участие в боевых действиях
Отряды вооружённых донских казаков начали прибывать на территорию Луганской области 3 мая. В этот день они установили контроль над городом Антрацит и подняли флаг Войска Донского над зданием городской администрации. По сообщениям СМИ, в начале июня они контролировали 9 городов Луганской области: Северодонецк, Лисичанск, Стаханов, Брянка, Алчевск, Красный Луч, Антрацит, Свердловск и Перевальск.
26 мая десять бойцов Казачьей национальной гвардии погибли в результате обстрела украинской артиллерии.
В начале июня формирование подверглось резкой критике со стороны Игоря Стрелкова, обвинившего казаков в оставлении позиций на краснолиманском направлении. Руководство формирования конфликтовало с властями самопровозглашённой ЛНР, позднее — с батальоном «Призрак» Алексея Мозгового.
20 июля 2014 года казаки дислоцировавшиеся в Лисичанске и Северодонецке во главе с Дремовым, не вступая в бой с наступающими ВСУ, отступили из города.
В конце августа появились сообщения, что руководители Казачьей национальной гвардии планируют сформировать Джунгарский полк, в состав которого войдут добровольцы из Калмыкии. По некоторым данным, в Казачьей национальной гвардии служило 25 — 30 этнических калмыков.
По данным на 7 октября, Казачья национальная гвардия контролировала города Антрацит, Стаханов и Первомайск.
В конце 2014 года конфликт между главой ЛНР и казачьими формированиями обострился: Игорь Плотницкий предложил казакам либо служить в армии, в составе казачьего полка с дислокацией в Стаханове, либо заняться сельским хозяйством. В ответ в своём «новогоднем» обращении один из командиров КНГ Павел Дрёмов назвал Плотницкого вором, обвинил в шантаже по отношению к избирателям и назвал ставленником Наталии Королевской. От имени казачьего полка, насчитывающего полторы тысячи человек, Дрёмов потребовал отставки главы ЛНР и предупредил, что располагает некими материалами, которые могут быть обнародованы, если с его соратниками что-нибудь случится. Официальной реакции со стороны руководства ЛНР не последовало.
Несмотря на конфликт, весной 2015 года 1-й казачий полк имени атамана Платова вошёл в состав Народной милиции ЛНР как 6-й мотострелковый казачий полк во главе с полковником Павлом Дрёмовым. Другие казачьи отряды были либо разоружены, либо вошли в состав «батальонов территориальной обороны» ЛНР.

### Стахановская Казачья народная республика
14 Мая 2014 года Казачья национальная гвардия основала Стахановскую Казачью народную республику во главе с Павлом Дрёмовым.

## Обвинения в нарушении прав человека
В отчёте ООН «Сексуальное насилие, связанное с конфликтом в Украине» задокументирован случай задержания бойцами «Союза казаков» «Всевеликого войска Донского» женщины, которую в дальнейшем подвергли избиениям, пыткам и запугивали угрозой группового изнасилования.

## Санкции
16 февраля 2015 года Казачья национальная гвардия была включена в санкционный список Европейского союза как вооруженная сепаратистская группа. Также, в 2015 году, вооружённое формирование было включено в санкционные списки Канады и Швейцарии, в 2020 году под санкции Австралии, в 2021 году - под санкции Украины. 18 марта 2022 года, на фоне вторжения России на Украину, формирование попало под санкции Новой Зеландии.

### Сноски
1. ↑  Казаки занимают Донбасс / Регионы России / Независимая газета. Дата обращения: 29 сентября 2014. Архивировано 21 июля 2017 года.
2. ↑  Александр Шаповалов (21 мая 2014). Казаки занимают Донбасс. Независимая газета. Архивировано 21 июля 2017. Дата обращения: 29 сентября 2014.
3. ↑  Нереестровые донские казаки заявили о формировании Казачьей национальной гвардии. Русская народная линия (7 мая 2014). Дата обращения: 2 февраля 2024. Архивировано 6 октября 2014 года.
4. ↑  Фермы для «диких гусей» Архивная копия от 29 июня 2016 на Wayback Machine — Новая газета, 11.06.2014
5. ↑  Александр Шаповалов. Казаки занимают Донбасс / Регионы России. Независимая газета (21 мая 2014). Дата обращения: 26 января 2023. Архивировано 26 января 2023 года.
6. 1 2  Александр Шаповалов (26 мая 2014). Десять донских казаков погибли под Луганском. Независимая газета. Архивировано 29 мая 2014. Дата обращения: 29 сентября 2014.
7. ↑  Федоровский Ю. Р. Хронология событий // Создание Луганской Народной Республики и военные действия на Луганщине глазами участников и очевидцев. Сборник исторических источников / Авт-сост. Т. Ю. Анпилогова и др. Луганск: Альма-матер, 2015. с.13
8. ↑  «Свои» люди в Антраците. Дата обращения: 20 мая 2019. Архивировано 17 октября 2018 года.
9. ↑  Мария Бондаренко (10 июня 2014). Донские казаки контролируют девять городов Луганской области. Архивировано 6 октября 2014. Дата обращения: 29 сентября 2014.
10. ↑  Донские казаки прикроют украинских беженцев. Дата обращения: 20 мая 2019. Архивировано 17 января 2021 года.
11. ↑  Николай Козицын: «Могу вам привезти отрезанное ухо африканца». Дата обращения: 20 мая 2019. Архивировано 31 мая 2019 года.
12. ↑  Контрразведка ЛНР заподозрила казаков в предательстве Архивная копия от 20 октября 2014 на Wayback Machine — Лента. Ру, 9 июня 2014
13. ↑  У нас тут свой начальник Архивная копия от 20 октября 2014 на Wayback Machine — Лента. Ру, 11 июня 2014
14. 1 2  Стахановская народная республика Архивная копия от 29 декабря 2014 на Wayback Machine — Украинская правда, 07 октября 2014
15. ↑  СБУ: К похищению миссии ОБСЕ в Луганской области причастны российские казаки. Дата обращения: 20 мая 2019. Архивировано 14 апреля 2019 года.
16. ↑  На Луганщине продолжается перегруппировка «донских казаков», — активист. Дата обращения: 20 мая 2019. Архивировано 14 июля 2020 года.
17. ↑  Антрацит: перевалочная база сепаратистов
18. ↑  Андрей Серенко (28 августа 2014). Атаманы хотят воссоздать Джунгарский полк. Независимая газета. Архивировано 6 октября 2014. Дата обращения: 29 сентября 2014.
19. ↑  «На хрена вы нам нужны?» Дата обращения: 9 марта 2015. Архивировано 14 декабря 2015 года.
20. ↑  Сексуальное насилие, связанное с конфликтом, в Украине 14 марта 2014 г. — 31 января 2017 г. www.ohchr.org. Организация Объединённых Наций. Дата обращения: 5 апреля 2017. Архивировано 17 мая 2018 года.
21. ↑  Conflict-Related Sexual Violence in Ukraine 14 March 2014 to 31 January 2017 (англ.). www.ohchr.org. Организация Объединённых Наций. Дата обращения: 5 апреля 2017. Архивировано 7 февраля 2018 года.
22. ↑  Кобзон и два замглавы Минобороны попали в «черный список» ЕС. Дата обращения: 18 февраля 2015. Архивировано 25 марта 2015 года.
23. ↑  Official Journal of the European Union L40. Дата обращения: 26 января 2023. Архивировано 4 мая 2022 года.
24. 1 2 3  Казачья национальная гвардия. Война и санкции. Дата обращения: 26 января 2023. Архивировано 26 января 2023 года.